# Parasigmoidella nigricans
Parasigmoidella nigricans es una especie de cucaracha del género Parasigmoidella, familia Ectobiidae.

## Distribución
Esta especie se encuentra en Islas Salomón.